# Mêda, Outeiro de Gatos e Fonte Longa
Mêda, Outeiro de Gatos e Fonte Longa est une paroisse civile portugaise (en portugais : freguesia) de la municipalité de Mêda dans le district de Guarda. Elle est créée en 2013, par fusion des paroisses de Mêda, Outeiro de Gatos et Fonte Longa.

## Histoire
La paroisse est créée par la loi no 11-A/2013 du 28 janvier 2013 portant réorganisation administrative du territoire des freguesias, en fusionnant les paroisses de Mêda, Outeiro de Gatos et Fonte Longa. Son nom officiel est União das Freguesias de Mêda, Outeiro de Gatos e Fonte Longa et son siège est fixé à Mêda. Son nom est officiellement simplifié en Mêda, Outeiro de Gatos e Fonte Longa en 2015.

## Démographie
Lors du recensement de 2021, Mêda, Outeiro de Gatos e Fonte Longa compte 2 399 habitants. Elle comprend ainsi la majorité de la population de la municipalité de Mêda, qui totalise 4 630 habitants.